# Квестор (домаћин)
Квестор или домаћин је био часник Сената и Народне скупштине у Краљевини Србији.
Дужност квестора је била да надгледа све што припада економском одјељењу, рачуноводству, раду сенатских односно скупштинских служитеља и добром унутрашњем и спољашњем поретку и чистоћи. Бринуо се о реду и миру на галеријама, за које је он улазнице и издавао.
Квестор је имао право да учествује у претресу у Сенату односно у Народној скупштини заједно са свим осталим сенаторима односно народним посланицима. Године 1902. квестор је задржао само часничко сенаторско мјесто, али не и скупштинско.